# ميتسو أوغاساوارا
ميتسو أوغاساوارا (باليابانية: 小笠原満男) (مواليد 5 أبريل 1979 في موريوكا) لاعب كرة قدم ياباني دولي يجيد اللعب في مركز الوسط. يلعب حاليا لصالح نادي كاشيما أنتلرز الياباني منذ سنة 1998.

## مسيرته الكروية
لعب ميتسو أوغاساوارا خلال مسيرته الاحترافية مع ناديين في اثنين وعشرين موسمًا وسجل خلالها 70 هدف ضمن 531 مباراة. حيث فاز في أربعة مواسم بالكأس وفي سبعة مواسم بالدوري.
خاض ميتسو أوغاساوارا مسيرته مع نادي كاشيما أنتلرز في موسم 1998 في المرة الأولى ليلعب معه تسعة مواسم ثم في موسم 2007 ليلعب معه اثنا عشر موسمًا، مشاركًا طوالها في 525 مباراة سجل خلالها 69 هدفًا. ثم انتقل إلى نادي مسينا في موسم 2006–07 لمدة موسم واحد، حيث شارك في 6 مباريات سجل خلالها هدفًا واحدًا.

## روابط خارجية
- ميتسو أوغاساوارا على موقع الاتحاد الدولي (مؤرشف)  (الإنجليزية)
- ميتسو أوغاساوارا على موقع رابطة كرة القدم اليابانية للمحترفين (اليابانية)
- ميتسو أوغاساوارا على موقع قاعدة بيانات كرة القدم.إي يو (الإنجليزية)
- ميتسو أوغاساوارا على موقع ناشيونال فوتبول تيمز (الإنجليزية)
- ميتسو أوغاساوارا على موقع Soccerway.com (الإنجليزية)
- ميتسو أوغاساوارا على موقع عالم كرة القدم.نت (الإنجليزية)